# 이오아니스 멜리사니디스
이오아니스 멜리사니디스(그리스어: Ιωάννης Μελισσανίδης, 1977년 3월 27일~)는 그리스의 체조 선수이다. 1996년 하계 올림픽에서 남자 마루 부문 금메달을 획득했으며, 세계 기계 체조 선수권 대회에서 메달을 획득한 최초의 그리스 선수이다.